# Летария волчья
Летария волчья, или летария лисья (лат. Letharia vulpina) — лишайник семейства Parmeliaceae, вид рода Летария (Letharia).

## Описание
Слоевище имеет кустистую жизненную форму, густо разветвлённую. Цвет от ярко-жёлтого до жёлто-зелёного или зеленовато-жёлтого цвета, более блеклый у более сухих экземпляров. Его размеры обычно составляют от 2 до 7 см в диаметре. Соредии и изидии вегетативных репродуктивных структур присутствуют на поверхности слоевищ, часто в большом количестве. Апотеции редки, до 10 мм в диаметре, с вогнутым тёмно-коричневым диском и более светлым краем. Споры 5—8×4—5 мкм, одноклеточные, эллипсоидные, бесцветные.

## Распространение и экология
Растёт на стволах и ветвях деревьев хвойных пород, иногда на гниющей древесине, в основном в горных лесах Европы и Северной Америки на высотах 1500—2500 м над уровнем моря.

## Использование
Благодаря содержанию в лишайнике ядовитой вульпиновой кислоты он раньше использовался в качестве отравы для лис и волков.